# Tephrosia fusca
Tephrosia fusca är en ärtväxtart som beskrevs av Robert Wight och George Arnott Walker Arnott. Tephrosia fusca ingår i släktet Tephrosia och familjen ärtväxter. Inga underarter finns listade i Catalogue of Life.